# Вальдес (Іспанія)
Вальдес (ісп. Valdés) — муніципалітет в Іспанії, у складі автономної спільноти Астурія. Населення — 13 529 осіб (2009).
Муніципалітет розташований на відстані близько 420 км на північний захід від Мадрида, 60 км на захід від Ов'єдо.
Муніципалітет складається з таких паррокій: Альєнес, Аркальяна, Айонес, Барсія, Кадаведо, Канеро, Карседо, Кастаньєо, Ла-Монтанья, Луарка, Муньяс, Отур, Паредес, Сантьяго, Тревіас.

## Демографія
Динаміка населення (INE ):

## Галерея зображень

Розташування муніципалітету
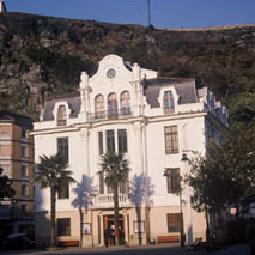
Муніципальна рада, Луарка
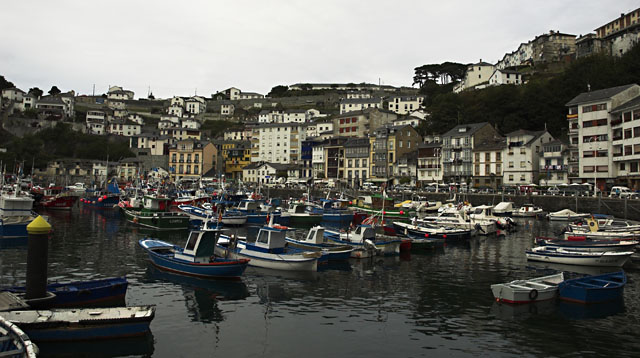
Порт Луарки